# Zło (album)
Zło – drugi album studyjny zespołu Alastor wydany w 1994 roku nakładem wytwórni Loud Out.

## Lista utworów
1. „Zło” – 3:19
2. „Nieprawdopodobne” – 3:48
3. „Psychosis” – 4:36
4. „Dokąd” – 3:15
5. „Bez powrotu” – 5:13
6. „Homo” – 3:57
7. „Idź” – 3:43
8. „Fuck” – 2:05
9. „Gehenna” – 3:52
10. „Odpowiedz im” – 4:57
11. „Niespełnienie” – 5:16

## Twórcy
- Sławomir Bryłka – perkusja
- Grzegorz Frydrysiak – gitara basowa
- Mariusz Matuszewski – gitara
- Waldemar Osiecki – gitara
- Robert Stankiewicz – śpiew